# Легендата за Десперо
„Легендата за Десперо“ (на английски: The Tale of Despereaux) е американско-британски анимационен филм от 2008 г.
Сценарият, написан от Гари Рос, е базиран на едноименния роман на Кейт Дикамило. Филмът излиза по кината в САЩ и Великобритания на 19 декември 2008 г., а в България на 23 януари 2009 г.

## Актьорски състав
- Матю Бродерик – Десперо
- Дъстин Хофман – Роскоро
- Ема Уотсън – принцеса Пиа
- Кийрън Хайндс – Ботичели
- Роби Колтрейн – Грегъри
- Уилям Мейси – Лестър
- Франсис Конрой – Антоанет
- Патриша Кълън – кралицата
- Сам Фел – Нед
- Тони Хейл – Фърло
- Кевин Клайн – Андре
- Франк Ланджела – кмета
- Кристофър Лойд – Ховис
- Стенли Тучи – Болдо
- Трейси Улман – Мигъри Соу
- Сигорни Уийвър – (разказвач)

## Дублажи

### Синхронен дублаж
| Роля         | Изпълнител             |
| ------------ | ---------------------- |
| Десперо      | Владимир Михайлов      |
| Роскуро      | Стефан Сърчаджиев-Съра |
| Принцеса Пиа | Златина Тасева         |
| Мигъри Соу   | Весела Хаджиниколова   |
| Андре        | Кристиян Фоков         |
| Болдо        | Стефан Младенов        |
| Ботичели     | Георги Новаков         |
| Грегъри      | Георги Тодоров         |
| Фърлоу       | Георги Стоянов         |
| Кмет         | Иван Балсамаджиев      |
| Кралят       | Стефан Стефанов        |
| Разказвач    | Даринка Митова         |

| Обработка | Александра Аудио |
| --------- | ---------------- |

### Войсоувър дублаж
| Озвучаващи артисти  | Даниела Йорданова Йорданка Илова Яница Митева Станислав Димитров Христо Узунов Светозар Кокаланов |
| Преводач            | Миряна Мезеклиева                                                                                 |
| Тонрежисьор         | Венцислав Станков                                                                                 |
| Режисьор на дублажа | Димитър Кръстев                                                                                   |